# Wojciech Świdziniewski
Wojciech Świdziniewski (ur. 26 lipca 1975 w Białymstoku, zm. 17 września 2009) – polski pisarz fantasy, felietonista, białostoczanin. Był znany pod pseudonimami Olaf Wesoły, Cleritus, Wiking lub Krasnolud.

## Twórczość
Debiutował w „Nowej Fantastyce” w lutym 1999 r. opowiadaniem Konsekrowany. Kolejne opowiadania publikował w „Science Fiction”, internetowym magazynie „Fahrenheit” oraz fanzinie „Widok z Wysokiego Zamku”. Za opowiadanie Murarze był nominowany do Nagrody im. Janusza A. Zajdla w 2001 roku, a w 2004 roku do Nagrody Nautilus za opowiadanie Kłopoty w Hamdriholm.

### Zbiory opowiadań
- Kłopoty w Hamdirholm – Fabryka Słów, 2009

### Opowiadania
- Konsekrowany – „Nowa Fantastyka” nr 2/1999
- Tak było, tak jest, tak będzie – „Widok z Wysokiego Zamku” nr 2 (1999)
- Reszta jest historią – „Widok z Wysokiego Zamku” nr 3 (1999)
- Legendy Międzygórza – Ostatni romans Cleritusa – „Widok z Wysokiego Zamku” nr 4 (1999)
- Legendy Międzygórza – Zaczarowany las – „Widok z Wysokiego Zamku” nr 5 (1999)
- Legendy Międzygórza – Jak zły baron chciał zostać dobrym człowiekiem – „Widok z Wysokiego Zamku” nr 6 (2000), „Fahrenheit” nr 15 (2000)
- Ostatnia łza Boga – „Fahrenheit” nr 17 (2000), „Widok z Wysokiego Zamku” nr 44/45 (2009)
- Legendy Międzygórza – Morkand – „Widok z Wysokiego Zamku” nr 7/8 (2000)
- Legendy Międzygórza – Śpyrtu i kurcaka – „Widok z Wysokiego Zamku” nr 9 (2000)
- Bajka? – „Widok z Wysokiego Zamku” nr 9 (2000)
- Legendy Międzygórza – Barbarzyńca – „Widok z Wysokiego Zamku” nr 10 (2001)
- Murarze – „Science Fiction” nr 3 (2001), antologia „Zajdel 2002” (Fabryka Słów, 2002); opowiadanie nominowane do Nagrody im. Jausza A. Zajdla
- Dziesiąty szczur – „Science Fiction” nr 5 (2001)
- Emerytura – „Science Fiction” nr 7 (2001)
- Policzcie piramidy – „Science Fiction” nr 10 (2001)
- Już czas – „Widok z Wysokiego Zamku” nr 14 (2002), „Fahrenheit i Fantazin” nr 2
- Może tak lepiej – „Widok z Wysokiego Zamku” nr 15/16 (2002)
- Pułapki w pułapkach – „Science Fiction” nr 13 (2002)
- To nie moje niebo – „Science Fiction” nr 17 (2002)
- Ragnarok – próba generalna – „Science Fiction” nr 19 (2002)
- Kłopoty w Hamdirholm – „Science Fiction” nr 28 (2003), „Fahrenheit” nr 23 (2003), zbiór opowiadań „Kłopoty w Hamdirholm” (Fabryka Słów, 2009) opowiadanie nominowane do Nagrody Nautilus
- Hemingja – „Fahrenheit” nr 27 (2003)
- Wiosna w Hamdirholm – „Science Fiction” nr 29 (2003), zbiór opowiadań „Kłopoty w Hamdirholm” (Fabryka Słów, 2009)
- Kolejne kłopoty w Hamdirholm – „Science Fiction” nr 30 (2003), zbiór opowiadań „Kłopoty w Hamdirholm” (Fabryka Słów, 2009)
- Barabasz – „Science Fiction” nr 38 (2004)
- Czarka jadu – „Science Fiction” nr 45 (2004)
- Trzy pieczenie – „Science Fiction Fantasy i Horror” nr 8 (2006)
- Kwiat paproci – zbiór opowiadań „Kłopoty w Hamdirholm” (Fabryka Słów, 2009)
- Zmiany – zbiór opowiadań „Kłopoty w Hamdirholm” (Fabryka Słów, 2009)
- Harna – zbiór opowiadań „Kłopoty w Hamdirholm” (Fabryka Słów, 2009)
- Zapach kobiety – zbiór opowiadań „Kłopoty w Hamdirholm” (Fabryka Słów, 2009)
- Ourobouros – zbiór opowiadań „Kłopoty w Hamdirholm” (Fabryka Słów, 2009)
- Bądź moim Krukiem – antologia „Bajki dla dorosłych” (Fabryka Słów, 2009)
- Siedem Gwiazd – „Widok z Wysokiego Zamku” nr 44/45 (2009)
- Na wiking! – „Widok z Wysokiego Zamku” nr 55/56 (2012)

### Opowiadania dla bractw historycznych Winland i Srebro Peruna
- GRAVGANGSMANN – winland.pl
- Na wiking! – winland.pl
- Polowanie na Czerwonego Wilka – winland.pl
- Srebro Peruna

### Inne
- Emerytura – „Widok z Wysokiego Zamku” nr 5 (1999), nr 44/45 (2009) – komiks na podstawie scenariusza Wojciecha Świdziniewskiego, rysunki Tomasz Halicki

Wystąpił w epizodzie filmu Flesh Area (2009).